# Državna cesta D30
Die Državna cesta D30 (kroatisch für ,Nationalstraße D30‘) ist eine Nationalstraße in Kroatien. Die Straße beginnt in der Umgebung von Zagreb an der Autocesta A3 und führt über Velika Mlaka zunächst nach Velika Gorica und weiter etwa parallel zur Autocesta A11 nach Petrinja, Dort kreuzt sie die Državna cesta D37. Sie führt weiter nach Südosten nach Donji Jukuruzari und endet in Hrvatska Kostajnica an der Una (mit Grenzübergang in das bosnische Kostajnica) an der Državna cesta D47, an der sie endet.
Die Länge der Straße beläuft sich auf 79,7 km.